# Bataille de Coral–Balmoral
Guerre du Viêt Nam
Batailles

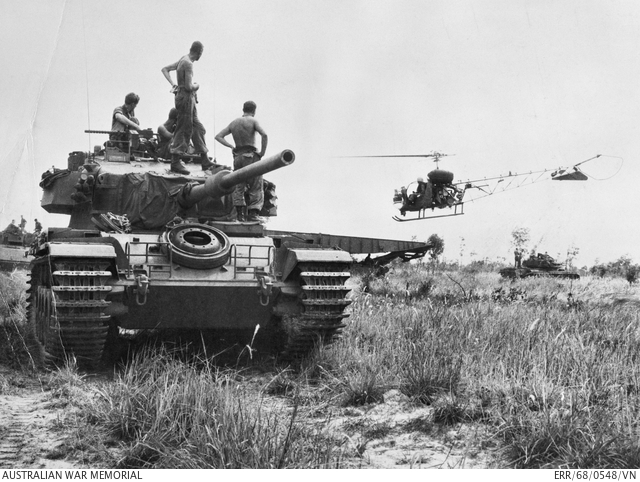
1968-05. Des membres du 1er régiment blindé du Corps blindé royal australien, en mouvement avec leurs chars Centurion de Nui Dat à la base d'appui-feu de Coral, dans la province de Bien Hoa, observent l'hélicoptère Sioux se préparer à atterrir

La bataille de Coral-Balmoral (12 mai - 6 juin 1968), est un engagement entre la Première force opérationnelle australienne et la 7e division d'infanterie nord-vietnamienne soutenue par le Viet Cong , qui se déroule près de Lai Khê (en) à 40 kilomètres au nord-est de Saïgon.